# 上條謹一郎
上條 謹一郎（かみじょう きんいちろう、安政元年11月28日（1855年1月16日） - 明治43年（1910年）9月19日）は、日本の政治家。

## 経歴
信濃国筑摩郡南新村（現長野県松本市）に、代々松本藩主戸田氏の御殿医（眼科）を務めた庄屋の長男として生まれ、漢学を武居用拙に学んだ。1875年上京して小石川同人社や学農社で英語や農学を修め、1879年帰郷した。
1889年町村制施行により東筑摩郡新村の初代村長となる。その後は郡会議員、長野県会議員を経て、1898年第5回衆議院議員総選挙に初当選、衆議院議員（立憲政友会）を2期務めた。
1899年には信濃民報社創設に尽力し、新村銀行を創設。1907年長野農工銀行取締役に就任した。
長男の上條信も衆議院議員となり、筑摩鉄道（現・アルピコ交通）を創設。弟の上條慎蔵は内務官僚となり、山田顕義の日本法律学校創立に参画した。